# Gambia op de Olympische Zomerspelen 1984
Gambia debuteerde aan de Olympische Zomerspelen 1984 in Los Angeles, Verenigde Staten. Tot de selectie behoorden tien atleten, actief in één sport. Men won geen medailles.

## Deelnemers en resultaten

### Atletiek
| Olympiër                                               | Discipline | Resultaat | Prestatie                                          |
| ------------------------------------------------------ | ---------- | --------- | -------------------------------------------------- |
| Bakary Jarjue                                          | 100m (m)   | 43e       | serie 11: 4de in 10,68                             |
| Omar Faye                                              | 100m (m)   | 58e       | serie 8: 6de in 10,87                              |
| Omar Faye                                              | 200m (m)   | 41e       | serie 3: 5de in 21,56                              |
| Dawda Jallow                                           | 400m (m)   | 61e       | serie 5: 7de in 48,36                              |
| Peter Ceesay                                           | 800m (m)   | 59e       | serie 9: 7de in 1.55,36                            |
| Peter Ceesay                                           | 1500m (m)  | 48e       | serie 1: 7de in 3.59,14                            |
| Bakary Jarjue Dawda Jallow Abdurahman Jallow Omar Faye | 4x100m (m) | 17e       | serie 1: 7de in 40,73                              |
|                                                        |            |           |                                                    |
| Jabou Jawo                                             | 100m (v)   | 36e       | serie 3: 7de in 12,10 (NR)                         |
| Amie N'Dow                                             | 200m (v)   | 30e       | serie 3: 5de in 25,41 kwartfinale 3: 8ste in 25,24 |
| Jabou Jawo Amie N'Dow Victoria Decka Georgiana Freeman | 4x100m (v) | 11e       | serie 2: 6de in 47,18                              |

Algerije · Amerikaanse Maagdeneilanden · Andorra · Antigua en Barbuda · Argentinië · Australië · Bahama’s · Bahrein · Bangladesh · Barbados · België · Belize · Benin · Bermuda · Bhutan · Birma · Bolivia · Bondsrepubliek Duitsland · Botswana · Brazilië · Britse Maagdeneilanden · Canada · Centraal-Afrikaanse Republiek · Chili · China · Chinees Taipei · Colombia · Congo-Brazzaville · Costa Rica · Cyprus · Denemarken · Djibouti · Dominicaanse Republiek · Ecuador · Egypte · El Salvador · Equatoriaal-Guinea · Fiji · Filipijnen · Finland · Frankrijk · Gabon · Gambia · Ghana · Grenada · Griekenland · Groot-Brittannië · Guatemala · Guinee · Guyana · Haïti · Honduras · Hongkong · Ierland · IJsland · India · Indonesië · Irak · Israël · Italië · Ivoorkust · Jamaica · Japan · Joegoslavië · Jordanië · Kaaimaneilanden · Kameroen · Kenia · Koeweit · Lesotho · Libanon · Liberia · Liechtenstein · Luxemburg · Madagaskar · Malawi · Maleisië · Mali · Malta · Marokko · Mauritanië · Mauritius · Mexico · Monaco · Mozambique · Nederland · Nederlandse Antillen · Nepal · Nicaragua · Nieuw-Zeeland · Niger · Nigeria · Noord-Jemen · Noorwegen · Oeganda · Oman · Oostenrijk · Pakistan · Panama · Papoea-Nieuw-Guinea · Paraguay · Peru · Portugal · Puerto Rico · Qatar · Roemenië · Rwanda · Salomonseilanden · Samoa · San Marino · Saoedi-Arabië · Senegal · Seychellen · Sierra Leone · Singapore · Soedan · Somalië · Spanje · Sri Lanka · Suriname · Swaziland · Syrië · Tanzania · Thailand · Togo · Tonga · Trinidad en Tobago · Tsjaad · Tunesië · Turkije · Uruguay · Venezuela · Verenigde Arabische Emiraten · Verenigde Staten · Zaïre · Zambia · Zimbabwe · Zuid-Korea · Zweden · Zwitserland